# Félix Tshisekedi
Félix Antoine Tshisekedi Tshilombo, kongovski politik; * 13. junij 1963
25. januarja 2019 je postal predsednik Demokratične republike Kongo. Je vodja Unije za demokracijo in socialni napredek (UDPS), najstarejše in največje stranke v DR Kongo, na tej funkciji je nasledil svojega pokojnega očeta Étienna Tshisekedija, trikratnega predsednika vlade Zaira in vodjo opozicije med vladavino od Mobutuja Sese Seka. Tshisekedi je bil kandidat stranke UDPS za predsednika na splošnih volitvah decembra 2018, kjer je zmagal navkljub ugotovljenim nepravilnostim več organizacij za spremljanje volitev in drugih opozicijskih strank. Opozicijski politik Martin Fayulu je pravno izpodbijal izzid volitev, a je Ustavno sodišče DR Konga potrdilo njegovo zmago. Je pa bil Tshisekedi obtožen dogovora s svojim predhodnikom Josephom Kabilo. Volitve so pomenile prvi miren prehod oblasti, odkar je država leta 1960 postala neodvisna od Belgije.
Ker je koalicija Skupna fronta za Kongo (FCC), ki je povezana s Kabilo, še vedno nadzorovala parlament in guvernerje provinc, je bila Tshisekedijeva zmožnost vladanja ali celo imenovanja novega predsednika vlade v prve pol leta omejena. Za šefa kabineta je imenoval svojega koalicijskega partnerja in političnega težkokategornika Vitala Kamerheja, ki ga je najprej predlagal za premierja, a ni imel parlamentarne podpore za njegovo imenovanje. Maja 2019 je dosegel dogovor z večino v parlamentu, ki je bila usklajena s Kabilo, za imenovanje Sylvestra Ilunge za mesto premierja. 27. julija 2019 so se pogajanja med Tshisekedijem in parlamentom končno končala in se dogovorili o oblikovanju nove vlade.

## Mladost in izobraževanje
Tshisekedi, pripadnik etnične skupine Luba, se je rodil v Kinšasi 13. junija 1963 materi Marthe in očetu Étiennu Tshisekediju, ki je bil v devetdesetih letih dvajsetega stoletja predsednik vlade Zaira. V mladosti je imel udobno življenje v prestolnici, a ko je njegov oče v zgodnjih osemdesetih letih dvajsetega stoletja ustanovil UDPS in javno nasprotoval Mobutuju, ga je bil Félix prisiljen spremljati v hišni pripor v njegovi rodni vasi v osrednjem Kasaïju. To je prekinilo njegov študij. Leta 1985 je Mobutu njemu, njegovi materi in bratom dovolil, da zapustijo Kasaï. Nato je živel v Bruslju v Belgiji, kjer je delal priložnostna dela in postal aktiven član UDPS.

## Politična kariera
Konec leta 2008 je bil Tshisekedi imenovan za nacionalnega sekretarja UDPS za zunanje odnose. Novembra 2011 je dobil sedež v državni skupščini kot zastopnik mesta Mbuji Mayi v provinci Kasai-Oriental. Poslanskega mesta ni zasedel, navedel je ponarejene volitve, in njegov mandat je bil razveljavljen zaradi "absentizma".
Maja 2013 je zavrnil mesto poročevalca pri Neodvisni nacionalni volilni komisiji (CENI) z besedami, da ne želi odložiti svoje politične kariere, saj 17. člen CENI onemogoča članstvo tistim, ki so člani političnih formacij.
Oktobra 2016 je Tshisekedi postal namestnik generalnega sekretarja UDPS. 31. marca 2018 je bil po očetovi smrti 1. februarja 2017 izvoljen na čelo stranke, istega dne pa bil na njeni listi nominiran kot kandidat za predsednika na volitvah decembra 2018.
10. januarja 2019 je bilo objavljeno, da je Tshisekedi na volitvah decembra 2018 osvojil položaj predsednika DR Konga. Premagal je še enega opozicijskega voditelja, Martina Fayuluja, in Emmanuela Ramazanija Šadarja, ki ga je podpiral odhajajoči predsednik Kabila, ki je bil predsednik 18 let. Fayulu, drugouvrščeni, se je pritožil zaradi prirejanja in izpodbijal rezultate volitev. 19. januarja je ustavno sodišče zavrnilo pritožbo in Tshisekedija uradno izvolilo za predsednika. Kot predsednik je prisegel 24. januarja 2019, naslednji dan je nastopil funkcijo. Prvič po osamosvojitvi Konga leta 1960 je prehod oblasti na opozicijo potekal mirno.
Južna Afrika je Tshisekediju 20. januarja čestitala za izvolitev, čeprav sta Afriška unija in Evropska unija opozorili na dvome o rezultatu, ki ga je objavilo ustavno sodišče. Ko je Tshisekedi prisegel, so poročali, da bo član Kabiline koalicije izbran za predsednika vlade.
Tshisekedi je 13. marca 2019 podpisal odlok o pomilostitvi približno 700 zapornikov, vključno z zaprtimi političnimi nasprotniki Kabile. Ta odločitev je sledila njegovi obljubi, da bo dovolil vrnitev izgnancev, dano teden dni prej.
V začetku leta 2019 so potekala pogajanja med Tshisekedijem in Kabilino koalicijo FCC, ki je nadzorovala državni zbor in senat. Konec aprila je Jeune Afrique poročal, da je Kabila predlagal Tshisekediju direktorja rudarske družbe Alberta Yumo za kandidata za predsednika vlade. Yuma podpira nov rudarski zakonik, sprejet leta 2018, zaradi katerega je Demokratična republika Kongo prišla v spor z mednarodnimi rudarskimi podjetji, Tshisekedi pa je bil pod tujim pritiskom, da ga ni imenoval. Civilna družba Južnega Kivuja je Tshisekediju za premierja priporočila vodjo njegovega kabineta Vitala Kamerheja. Tshisekedi je mesece nadaljeval delo z ministri Kabilove vlade, saj mu je razmerje moči v parlamentu onemogočalo spremembe. Soočal se je z izzivi pri vprašanjih s konfliktom v Kivuju in izbruhom ebole v regiji. V začetku marca je Tshisekedi začel program za izboljšanje infrastrukture, prometa, izobraževanja, stanovanj, komunikacij, zdravja, vode in kmetijstva.
Tudi večino guvernerjev provinc so osvojili s Kabilo povezani kandidati.
20. maja 2019 je Tshisekedi dosegel dogovor s koalicijo FCC in Kabilo ter za predsednika vlade imenoval kariernega javnega uslužbenca Silvestra Ilungo. Ilunga je svojo politično kariero začel v sedemdesetih letih dvajsetega stoletja in bil pred njegovim strmoglavljenjem leta 1997 na številnih mestih v vladi pod vodstvom Mobutuja Sese Seka. Je tudi zaveznik Kabile. Konec julija 2019 je Tshisekedi s parlamentom dosegel dogovor o oblikovanju nove vlade. Ilungova nova vlada bi vključevala 65 članov, 48 ministrov in 17 namestnikov ministrov, ki naj bi bili razdeljeni med FCC, ki je usklajen s Kabilo, in Tshisekedijevo zvezo CACH. Večina ministrstev je pripadla FCC, vključno s tremi od šestih najpomembnejših (obramba, pravosodje in finance), medtem ko so portfelji za zunanje zadeve, notranje zadeve in proračun pripadli Tshisekedijevim zaveznikom.
Potem ko je zaradi boja za oblast razpadla koalicija z zavezniki Tshisekedijevega predhodnika in pridobili številne poslance, je bil Ilunga prisiljen zapustiti položaj in Tshisekedi je 15. februarja 2021 za naslednika imenoval vodjo Gécamines Jean-Michela Sama Lukondeja.
12. aprila 2021, ko je premier Sama Lukonde sestavil novo vlado, je Tshisekedi uradno končal svojo dveletno koalicijo s Kabilo in njegovimi zavezniki. Na nacionalni televiziji je Tshisekedijev tiskovni predstavnik Kasongo Mwema Yamba Yamba napovedal številna nova imenovanja, vključno z imenovanjem Antoinette N'Samba Kalambayi za ministrico za rudarstvo. Predsednik je uspel odstaviti zadnje preostale elemente svoje vlade, ki so bili zvesti Kabili. 
Tshisekedi je pozval k pregledu rudarskih pogodb, ki jih je s Kitajsko podpisal njegov predhodnik Joseph Kabila, zlasti večmilijardne pogodbe Sicomines 'rudnine za infrastrukturo'.
Tshisekedi je v prvem večjem dogovoru podnebnega vrha COP26 obljubil, da bo do leta 2030 končal in preusmeril krčenje gozdov v Demokratični republiki Kongo.